# Мэннинг, Патрик (историк)
Патрик Мэннинг (англ. Patrick "Pat" Manning; род. 10 июня 1941) — американский историк, африканист и специалист по глобальной истории. Доктор философии (1969), именной профессор-эмерит Питтсбургского университета. Президент Американской исторической ассоциации (2016).
Родился в семье рабочего класса в южной Калифорнии; его отец был рабочим на заводе и активным профсоюзным деятелем; оба его родителя увлекались чтением.
Окончил Калтех (бакалавр химии, 1963). Затем получил образование специалиста по экономической истории Африки, получив две магистерские степени, соотв. по истории (1966) и экономике (1967), и степень доктора философии по истории в Висконсинском университете в Мадисоне, учился у Philip D. Curtin. На протяжении двух десятилетий, с 1984 года, работал в Северо-Восточном университете, а в 2006 году перешел в Питтсбургский университет как именной профессор (Andrew W. Mellon Professor) всемирной истории, станет там директором-основателем Центра всемирной истории (2008—2015). Отмечен WHA’s Pioneer in World History (2013). Мэннинг переключился с африканской истории на всемирную в 1990 году. В 1966 году он совершит свою первую поездку в Африку. Публиковался в American Historical Review, Canadian Journal of African Studies, African Historical Studies.
Первая книга — Slavery, Colonialism, and Economic Growth in Dahomey, 1640—1960 (Cambridge University Press, 1982). Автор монографии Navigating World History (2003). Также автор The African Diaspora : A History Through Culture (Columbia University Press, 2009) {Рец.}.